# Yaguachi
Yaguachi – miasto w Ekwadorze, w prowincji Guayas, stolica kantonu Yaguachi.

## Zobacz też

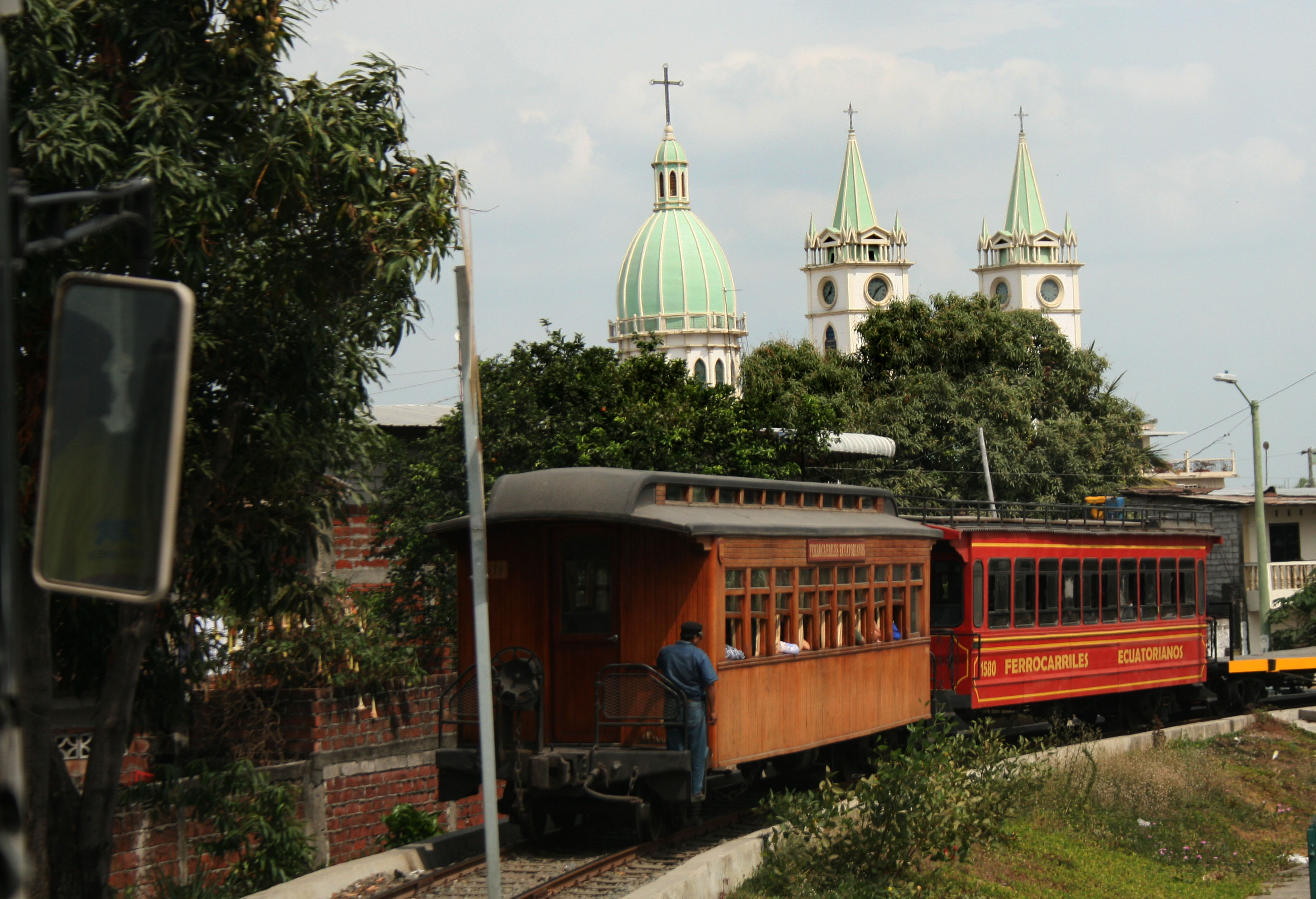
Linia kolejowa w Yaguachi